# Píndaro de Carvalho
Píndaro de Carvalho Rodrigues (São Paulo, 1 de junho de 1892 — Rio de Janeiro, 30 de agosto de 1965), foi um futebolista e treinador de futebol brasileiro.

## Carreira
Jogou pelo Fluminense em nove partidas, entre 1910 e 1911, e pelo Flamengo, de 3 de maio de 1912 a 2 de julho de 1922 em 82 jogos com 52 vitórias, 15 empates, 15 derrotas e três gols marcados.[carece de fontes?] Pela Seleção Brasileira de Futebol, atuou em oito jogos, de 20 de setembro de 1914 a 29 de maio de 1919.[carece de fontes?] Foi o primeiro treinador da Seleção Brasileira a participar da Copa do Mundo de 1930 em cinco jogos oficiais (4 vitórias e 1 derrota) de 14 de julho a 17 de agosto de 1930.[carece de fontes?] Como jogador, foi campeão da Copa Roca em 1914 e Sul-americano em 1919 pela Seleção Brasileira de Futebol e tetracampeão carioca em 1914, 1915, 1920 e 1921 pelo Flamengo.

## Títulos
Flamengo
- Campeonato Carioca: 1914, 1915, 1920 e 1921
- Torneio Início: 1920, 1922

Seleção Brasileira
- Campeonato Sul-americano: 1919
- Copa Roca: 1914